# Градец-Кралове (район)
Гра́дец-Кра́лове (чеш. Okres Hradec Králové) — один из 5 районов Краловеградецкого края Чешской Республики. Административный центр — город Градец-Кралове. Площадь района — 891,62 кв. км., население составляет 160 107 человек. В районе насчитывается 104 муниципалитета, из которых 6 — города.

## Города
| Город                   | Население |
| ----------------------- | --------- |
| Градец Кралове          | 95 291    |
| Нови-Биджов             | 7 300     |
| Тршебеховице-под-Оребем | 5 801     |
| Хлумец-над-Цидлиноу     | 5 398     |
| Смиржице                | 3 104     |
| Неханице                | 2 183     |
| Железнице               | 1 303     |

## Демография

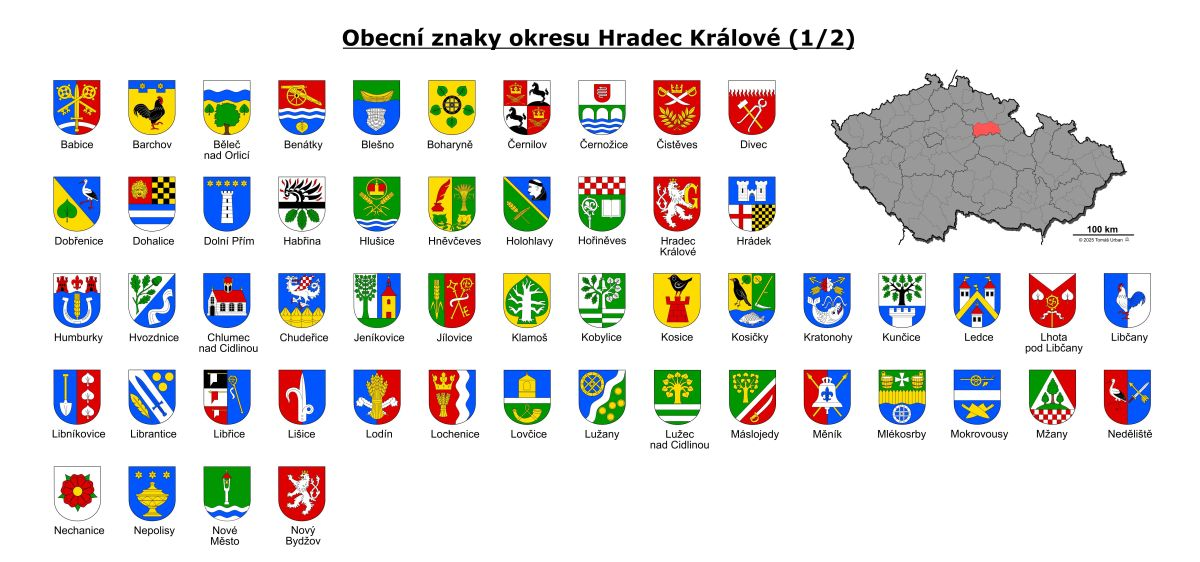
Населённые пункты района Градец-Кралове

Данные на 2005 год.
| Население       | Всего           | Женщин          | Мужчин          |
| --------------- | --------------- | --------------- | --------------- |
| Число жителей   | 159 384 (100 %) | 82 402 (51,7 %) | 76 982 (48,3 %) |
| Средний возраст | 40,8            | 42,3            | 39,2            |